# Isisfordia
Isisfordia – rodzaj niewielkiego krokodylomorfa z grupy Neosuchia żyjącego na przełomie wczesnej i późnej kredy na obecnych terenach Australii. Został opisany w 2006 roku przez Stevena Salisbury'ego i współpracowników w oparciu o niemal kompletny szkielet pozaczaszkowy (QM F36211). Oprócz holotypu odnaleziono również czaszkę, żuchwę i niekompletny szkielet. Skamieniałości pochodzą z osadów formacji Winton w środkowo-zachodnim Queenslandzie, datowanych na alb lub cenoman, około 95–98 mln lat. W porównaniu do współczesnych krokodyli Isisfordia osiągała niewielkie rozmiary – holotyp, będący prawdopodobnie dorosłym osobnikiem, mierzył około 1,1 m długości. Rostrum było długie, szerokie i spłaszczone grzbietowo-brzusznie, czym przypominało występujące u krokodylomorfów z rodzaju Stomatosuchus. U holotypu zachowało się dziewięć kręgów szyjnych, piętnaście grzbietowych, dwa krzyżowe i co najmniej dwadzieścia osiem ogonowych. Wszystkie z wyjątkiem krzyżowych są lekko przodowklęsłe. Skóra i łuski są podobne do występujących u pozostałych przedstawicieli Eusuchia nienależących do Gavialoidea. Tarcza karkowa była oddzielona od grzbietowej i składała się z co najmniej czterech par nachodzących na siebie osteoderm. Za jedną z najistotniejszych cech isisfordii uważano otwór nozdrzy tylnych całkowicie otoczony kośćmi skrzydłowymi, długo uznawany za cechę diagnostyczną kladu Eusuchia, jednak późniejsze analizy wykazały, że przednie krawędzie nozdrzy tylnych były tworzone przez kości podniebienne, a nie skrzydłowe.
Według analizy przeprowadzonej przez Salisbury'ego i współpracowników (2006) Isisfordia jest taksonem siostrzanym do kladu obejmującego Hylaeochampsa i krokodyle, z kolei w analizie przeprowadzonej przez Pola i in. (2009) zajmowała dwie różne pozycje – kiedy uwzględniano rodzaj Susisuchus, na kladogramie Isisfordia znajdowała się w pozycji siostrzanej do rodzajów Shamosuchus i Rugosuchus, natomiast kiedy Susisuchus nie był uwzględniany – połowa najbardziej parsymonicznych drzew wskazywała, że Isisfordia jest taksonem siostrzanym do kladu obejmującego Hylaeochampsa i krokodyle, podczas gdy druga połowa preferowała identyczną topologię jak wówczas, gdy uwzględniono Susisuchus. Według definicji Eusuchia przedstawionej przez Christophera Brochu w 1999 roku Isisfordia nie należy do tej grupy, jednak Salisbury i współautorzy stwierdzili, że cechy kluczowe dla Eusuchia pojawiły się wcześniej niż Hylaeochampsa, już u isisfordii, w związku z czym może być ona uznana za najbardziej bazalnego przedstawiciela tego kladu. W 2008 roku Martin i Benton przedstawili taką definicję filogenetyczną Eusuchia, zgodnie z którą Isisfordia należy do tej grupy ex definitione. Analiza filogenetyczna przeprowadzona przez Turnera i Pritcharda (2015) wskazuje na bliskie pokrewieństwo z Susisuchus, jednak klad obejmujący te dwa taksony nie jest siostrzany do Eusuchia, lecz zajmuje bardziej bazalną pozycję wewnątrz Neosuchia.
Nazwa gatunku typowego, Isisfordia duncani, pochodzi od nazwy hrabstwa Isisfordu, na terenie którego odnaleziono jego skamieniałości, oraz nazwiska Iana Duncana, który odkrył holotyp. W 2019 roku opisano drugi gatunek należący do tego rodzaju – I. molnari z cenomańskich osadów formacji Griman Creek w Nowej Południowej Walii. Do rodzaju Isisfordia przypisano także gatunek I. selaslophensis (opisany początkowo jako Crocodylus (Bottosaurus) selaslophensis), pochodzący z tej samej formacji, co I. molnari. Niewykluczone, że te dwa taksony są synonimami, jednak brak porównywalnego materiału utrudnia weryfikację tej hipotezy.